# Moskitianos
Los Mosquitianos son los habitantes del territorio del antiguo Reino de Mosquitia, que forman una sociedad y una nación multiétnica y multicultural.
La creación de la nacionalidad mosquitiana empezó con los Miskitos, quienes se autollamaron, del principio del siglo XVIII, (Mosquitomen), como (Englishmen), (Scotsmen), (Dutchmen), e (Irishmen), quienes eran los europeos con quienes tenían más contacto.
El gentilicio se modernizó cuando apareció escrito en el libro (Narrative of a Residence on the Mosquito Shore […]: with an account of Truxillo and the adjacent Islands of Bonacca and Roatan) de Thomas Young en 1842 como Mosquitian (Mosquitiano), pero ahora la ortografía popular es Mosquitiano (en inglés: Moskitian).